# Bilași, Șîșakî
Bilași (în ucraineană Білаші) este un sat în comuna Fedunka din raionul Șîșakî, regiunea Poltava, Ucraina.

## Demografie
Componența lingvistică a localității Bilași
     Ucraineană (92,42%)
Conform recensământului din 2001, majoritatea populației localității Bilași era vorbitoare de ucraineană (92,42%), existând în minoritate și vorbitori de alte limbi.